# Rudá Franco
Rudá Franco (ur. 25 lipca 1986) – brazylijski piłkarz wodny, reprezentant tego kraju. Wystąpił na Mistrzostwach Świata w Pływaniu 2009.